# 安塔縣

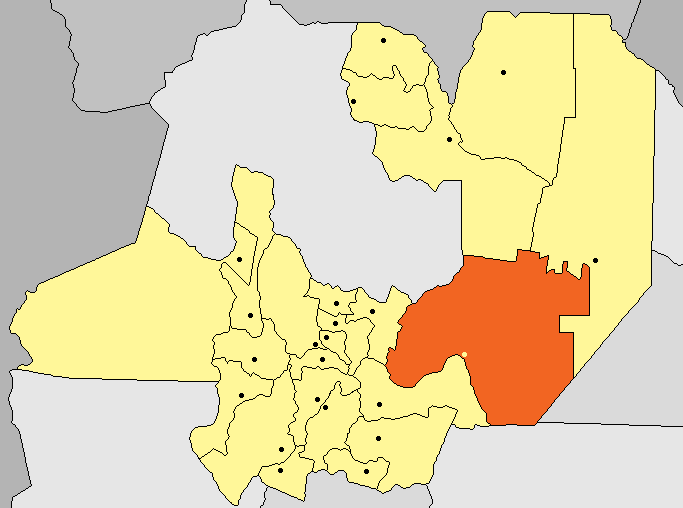

24°6′49″S 64°7′29″W / 24.11361°S 64.12472°W
安塔縣（西班牙語：Departamento de Anta），是阿根廷的縣份，位於該國西北面薩爾塔省，首府設於華金岡薩雷斯，面積21,945平方公里，2010年人口57,411，人口密度每平方公里2.62人。